# أشرف أباد قوتش (خسرو أباد)
أشرف أباد قوتش (بالفارسية: اشرف‌آباد قوچ) هي قرية تقع في إيران في قسم خسرو أباد الريفي. يقدر عدد سكانها بـ 120 نسمة بحسب إحصاء 2016.